# Monodon monoceros
El narval (Monodon monoceros) es una especie de cetáceo odontoceto de la familia Monodontidae que habita los mares del Ártico y el norte del Océano Atlántico. Es el único integrante del género Monodon y una de las dos especies de la familia junto a la beluga (Delphinapterus leucas). 
Los machos de esta especie se caracterizan por presentar un colmillo muy largo y retorcido de manera helicoidal que puede llegar a medir dos metros y pesar hasta diez kilogramos. Se cree que este diente especializado puede ser un receptor sensorial o un carácter sexual secundario. 
Esta especie está adaptada a vivir en el Ártico y se alimenta de animales del fondo marino. Carece de aleta dorsal y tiene un tamaño mediano entre los cetáceos, con una longitud promedio en los adultos que oscila ente 4 y 4,5 m y un peso de entre 1000 y 1600 kg. Posee una dieta que se restringe únicamente a algunos peces y crustáceos, de los cuales se alimenta primordialmente durante los meses de invierno, época en la cual consume un gran volumen de presas que captura en el fondo marino. Para ello debe realizar inmersiones que con mucha frecuencia superan los 800 m bajo la superficie, las cuales pueden durar hasta 30 minutos. Después del cachalote, zifio y elefante marino es el mamífero marino que se sumerge a mayor profundidad.
Se distribuye principalmente en aguas de la región ártica del norte de Canadá, los mares del lado ruso del océano Ártico y al norte del océano Atlántico. Habita principalmente en torno a los bloques de hielo que se forman durante los inviernos prolongados del Ártico, migrando a las bahías y fiordos circumpolares durante el verano. Se cree que la población mundial es de algo más de 75 000 ejemplares. En 2008 fue catalogado en la Lista Roja de la UICN como especie casi amenazada, debido a que se mantiene una caza significativa, controlada, por parte del pueblo inuit en Canadá y Groenlandia (Dinamarca), los cuales se benefician con su carne, grasa y el comercio del colmillo. También se ubicó en esta categoría por la evidente disminución en la población de algunos grupos, la falta de certeza sobre la cifra total de animales y el desconocimiento de las tendencias de crecimiento.
Otras amenazas para la población de este cetáceo son: la depredación por parte de sus enemigos naturales (tiburones, osos polares y orcas), la contaminación por plaguicidas y metales pesados, los atrapamientos dentro de densas capas de hielo al inicio del invierno que les impide moverse a mar abierto muriendo de inanición y por ahogamiento, y la poca capacidad de adaptación ante los cambios climáticos.

## Taxonomía y etimología

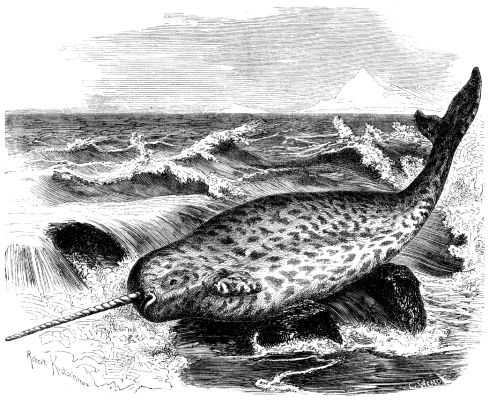
Imagen de un narval en el libro de texto Brehms Tierleben de 1860.

El narval fue una de las especies descritas por Linneo en 1758, en su obra Systema naturae. Es el único integrante del género Monodon y junto a la beluga conforma la familia Monodontidae perteneciente al suborden Odontoceti. Se cree que la hibridación entre estas dos especies es posible, debido al hallazgo de un cráneo con características intermedias. La familia Monodontidae se separó del resto de los delfinoideos hace entre once y quince millones de años; haciéndolo más recientemente de la familia Phocoenidae, la más cercana en términos evolutivos. Actualmente los dos integrantes de la familia Monodontidae habitan la región ártica y circumpolar, sin embargo, durante el Mioceno y Plioceno habitaron en aguas más cálidas, lo cual se evidencia por los fósiles descubiertos en Baja California.

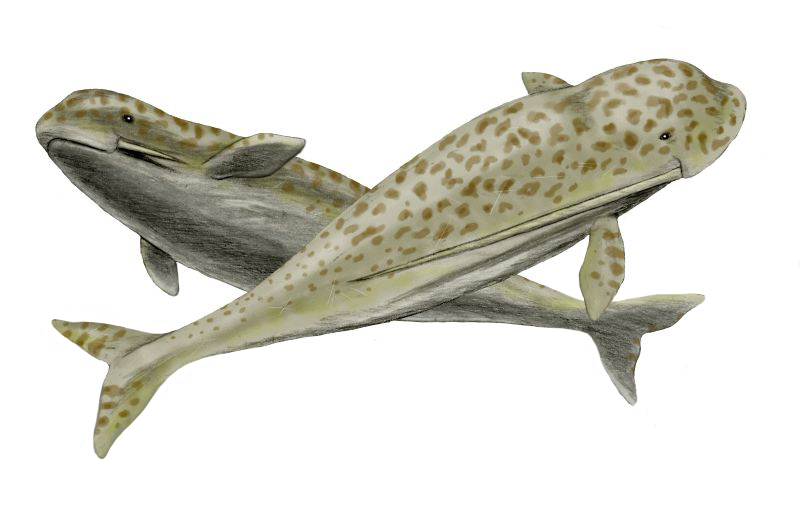
Representación artística de Odobenocetops.

En el registro fósil se encuentra un género extinto relacionado con el narval, llamado Odobenocetops (literalmente «ballena con cara de morsa»), el cual también poseía colmillos muy largos, pero a diferencia de este se orientaban en dirección posterior y en general eran pares; una adaptación similar a la de las morsas que posiblemente le servía para obtener alimento del fondo marino.
El nombre «narval» se basa en la palabra del idioma nórdico antiguo nāhvalr formada por los términos nār, que significa «cadáver», y hvalr, equivalente a ballena. Literalmente significa «cadáver de ballena», haciendo referencia al moteado gris del animal similar en apariencia a la piel de un cadáver humano. El nombre científico, Monodon monoceros, se deriva del griego Μονόδον (Monodon), «un solo diente» y μονόκερως (monoceros) «unicornio».

## Descripción

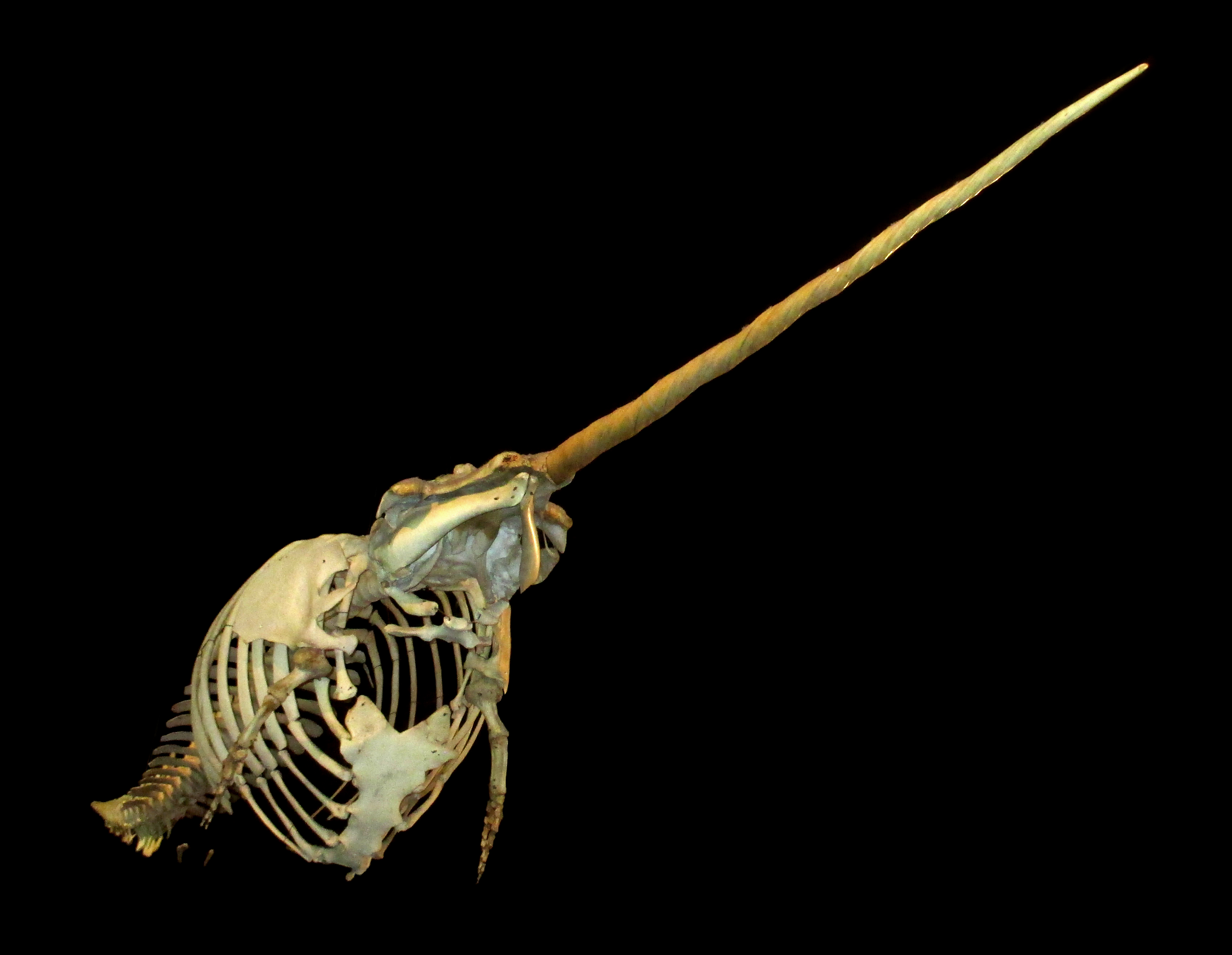
Esqueleto de narval.

Los narvales presentan un patrón moteado de color gris que les cubre toda la longitud del dorso y los flancos, con el vientre de color blanco; este moteado se acentúa con la edad y los machos más viejos pueden tener solamente una gran mancha angosta que le cubre únicamente la línea central de la espalda, con el resto del cuerpo blanco. Los recién nacidos son de color gris o marrón y desarrollan el patrón moteado hasta los dos años de edad. El margen posterior de la aleta caudal es marcadamente convexo y la aleta dorsal está sustituida por una cresta alargada y pequeña de unos 5 cm de alto por 60 a 90 cm de longitud. En promedio los machos miden 4,5 m y pesan 1600 kg, mientras las hembras miden 4 m y pesan 1000 kg, existiendo un dimorfismo sexual moderado. Las aletas pectorales miden de 30 a 40 cm y la aleta caudal mide entre 1 y 1,2 m de envergadura. Entre el 30 y 35 % del peso corporal es grasa, el 25 % es músculo y el 10 % piel. El espesor de la piel y capa de grasa subyacente varía entre cinco y diez centímetros con un promedio de entre 7 y 8 centímetros.
Se estima que estos cetáceos pueden vivir más de cincuenta o sesenta años en estado salvaje; sin embargo, parece que pueden alcanzar edades extremas. Estimaciones basadas en la racemización de ácido l-aspártico a ácido d-aspártico en el núcleo del cristalino arrojó una edad estimada de 115 años en una hembra. Los intentos para mantenerlos vivos en cautiverio han sido infructuosos, logrando sobrevivir solamente entre uno y cuatro meses.

### Colmillo

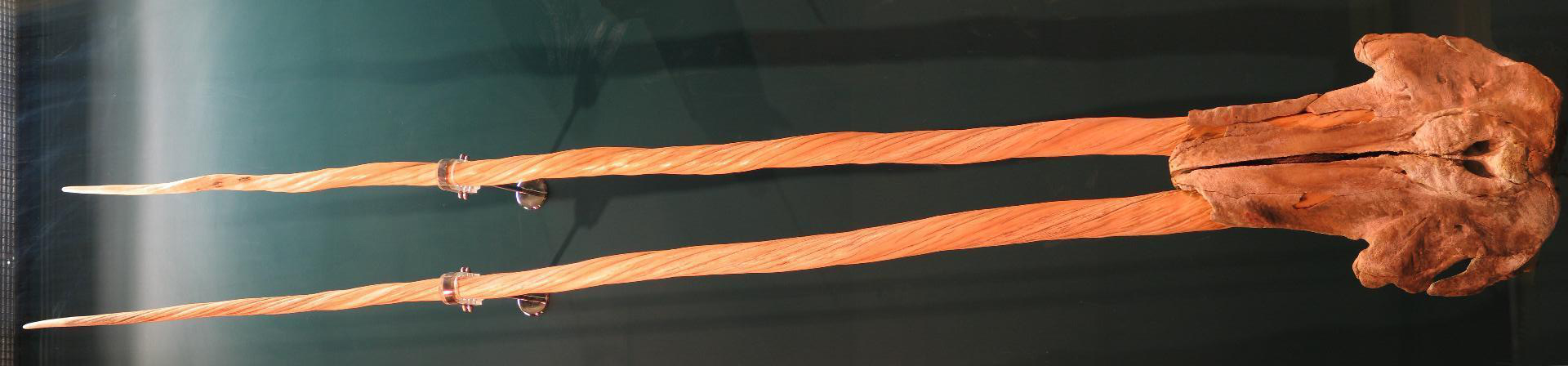
Cráneo de narval con dos colmillos. Zoologisches Museum en Hamburgo.

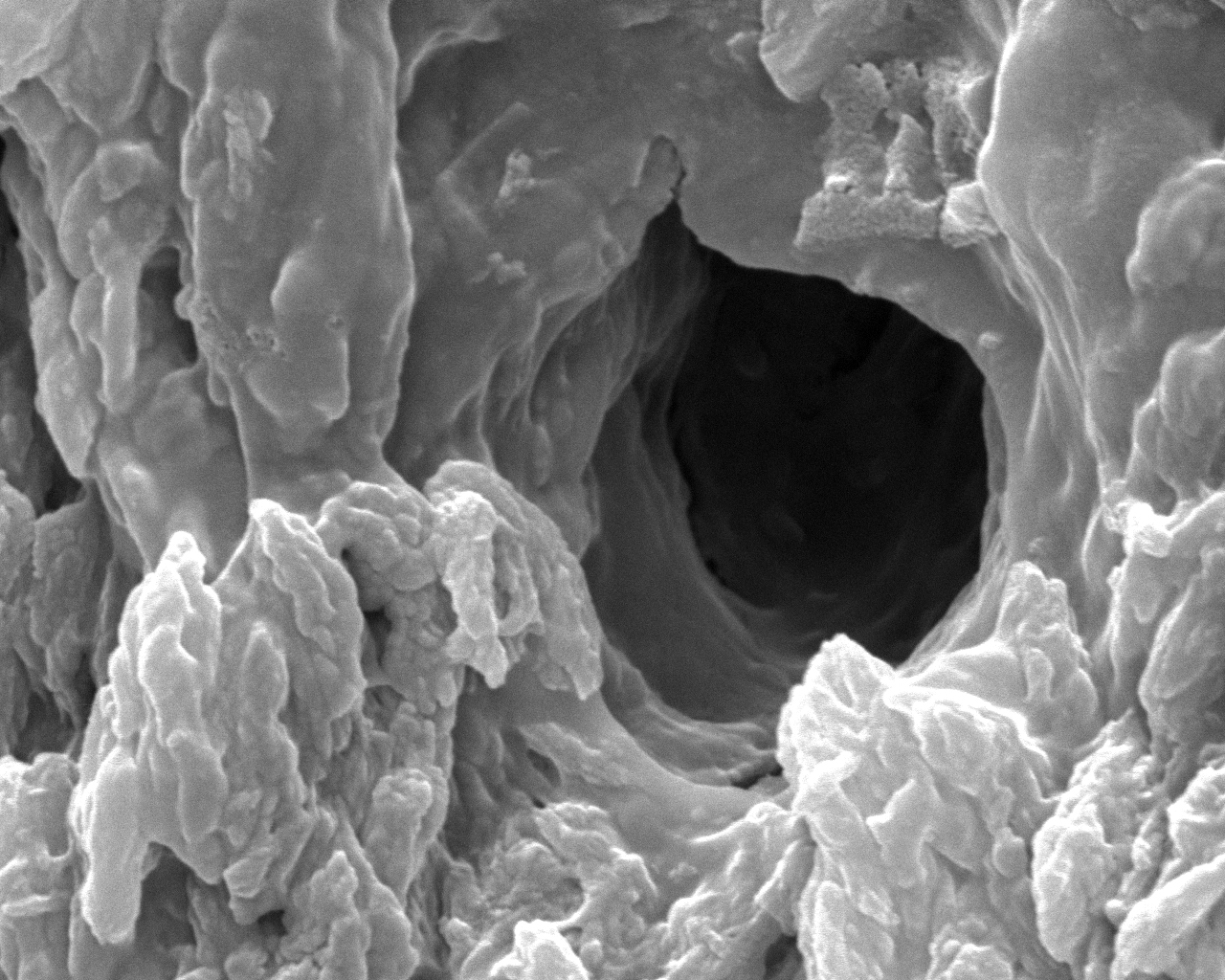
Microfotografia electrónica de un túbulo que conduce las terminales nerviosas hacia el núcleo del colmillo.

Los narvales tienen una reducción en el número de piezas dentales con respecto al resto de los odontocetos; estas pueden llegar a desaparecer en los adultos, excepto en los machos, en los cuales un enorme colmillo modificado, que se asemeja a un gran cuerno, protruye a través del maxilar izquierdo y la piel del rostro. El promedio de longitud de este diente en los adultos es de 2 metros y llega a pesar hasta 10 kg; el más largo que se ha registrado tenía una longitud de 2,67 m. Uno de cada 500 machos tiene dos colmillos; esto ocurre cuando el diente derecho, normalmente pequeño y vertical, también crece hacia la parte anterior. Durante el crecimiento, las crestas y surcos de este diente modificado se orientan en sentido izquierdo. Sin embargo, el colmillo en su conjunto parece no girar mientras crece.
Estos dientes están formados por una capa externa de cemento dental, una capa interna de material más duro llamada dentina y al centro existe una cavidad pulpar con buena irrigación sanguínea e inervación. Con frecuencias estos colmillos pueden romperse, pero son capaces de reparar el daño mediante el crecimiento de una nueva capa de dentina. La configuración de este colmillo especializado difiere con respecto a los dientes de otros mamíferos, debido a que presenta una capa externa blanda de cemento en lugar de esmalte. Los investigadores creen que esta configuración actúa como un amortiguador para evitar roturas.
Tras los primeros estudios científicos se supuso que el colmillo se utilizaba para perforar capas de hielo del Ártico para hacer respiraderos. Posteriormente se sugirieron otra serie de usos, entre ellos un papel en la ecolocalización como transductor de sonidos, para la localización de presas en el fondo marino, como un arma defensiva, como un mecanismo de enfriamiento y por último, como un carácter sexual secundario para indicar dominación y ganar estatus dentro del grupo, de forma que sería más probable que los machos con colmillos más largos atraigan a las hembras. A pesar de que no se ha registrado un comportamiento abiertamente agresivo entre narvales usando el colmillo como arma, se han encontrado muchas cicatrices en la piel de machos adultos. Esto, junto con la alta incidencia de colmillos rotos en ejemplares machos adultos y el crecimiento rápido al llegar la madurez sexual indica que también son utilizados para luchar entre sí.
Estudios recientes (2005) han demostrado que este apéndice poseía una combinación inusual de dureza y flexibilidad, al extremo que un colmillo de 2,4 metros puede ser doblado hasta 30 cm en cualquier dirección sin sufrir daño. También se evidenció que puede funcionar como un sensor hidrodinámico que se conecta al sistema nervioso central y le proporciona información vital para subsistir en el Ártico. Este sistema podría detectar la temperatura, presión, movimiento, diferencias en la concentración de moléculas en solución (por ejemplo, el grado de salinidad) y substancias en el agua que eventualmente le ayudarían a detectar posibles presas. Esta hipótesis se basa en las micrografías de los colmillos que muestra millones de diminutos túbulos que conectan la superficie de cemento con el núcleo del diente y que aparentemente se dirigen al sistema nervioso central del animal.

## Comportamiento
La mayoría de las manadas están formadas por agrupaciones de dos a diez individuos, pero en ocasiones —principalmente durante el verano— se reúnen grandes grupos de cientos e incluso miles de ejemplares.

### Reproducción
La edad a la que alcanzan la madurez sexual se estima entre seis a siete años para las hembras y nueve años para los machos; la época de apareamiento ocurre en marzo, y los nacimientos en julio y agosto del año siguiente; la duración de la gestación se estima en 15,3 meses y el periodo de lactancia es superior a 12 meses; el intervalo entre gestaciones es de tres años. La tasa de nacimiento anual se estima en 0,07. Normalmente nace una sola cría, pero se han registrado casos de gemelos. Los pequeños nacen con una capa grasa de 2,5 cm de espesor, miden entre 1,5 y 1,7 m y pesan unos 80 kg.

### Forrajeo y dieta
Se sabe que, mientras buscan alimento, los narvales emiten secuencias regulares de clics lentos, los cuales se interrumpen por explosiones de pulsos rápidos. Se cree que este comportamiento obedece a una fase inicial de búsqueda que se torna en una fase de persecución activa, en cuanto descubre una presa potencial. En cuanto más se acerca a la presa, el tiempo de respuesta entre los ecos se hace más breve, lo cual puede explicar las series de rápidas de clics. Todo esto traduce un método de detección y captura de presas basada en la ecolocalización.
Los narvales se alimentan principalmente después de la migración al norte durante el invierno y lo hacen muy poco durante el verano, cuando las aguas se hallan desprovistas de hielo. Esta afirmación se basa en el hallazgo de individuos del oriente de Canadá y oeste de Groenlandia con el estómago vacío o sin evidencia reciente de comida durante el verano, contrastando con la presencia de restos considerables de alimento sin digerir, desde finales del otoño y durante el invierno. En estas mismas poblaciones, durante el verano la dieta principal está formada por bacalao ártico (Arctogadus glacialis), bacalao polar (Boreogadus saida), y calamares del género Gonatus. En otoño, la especie Gonatus fabricii, parece constituir la única fuente de alimento. A finales del otoño e invierno, el alimento principal está constituido por fletan negro (Reinhardtius hippoglossoides) y G. fabricii, encontrándose las dos especies en el 51 y 73 % respectivamente de los individuos estudiados. Los fletanes negros hallados tenían en promedio 39 cm y 556 g y G. fabricii un promedio de 23 g con 8,5 cm de longitud. La baja diversidad de presas indica que los narvales tienen una dieta muy restringida a lo largo de todas las estaciones. Aparte de las presas mencionadas también se han encontrado camarones de las especies Pasiphaea tarda y Hymenodora glacialis.

## Buceo

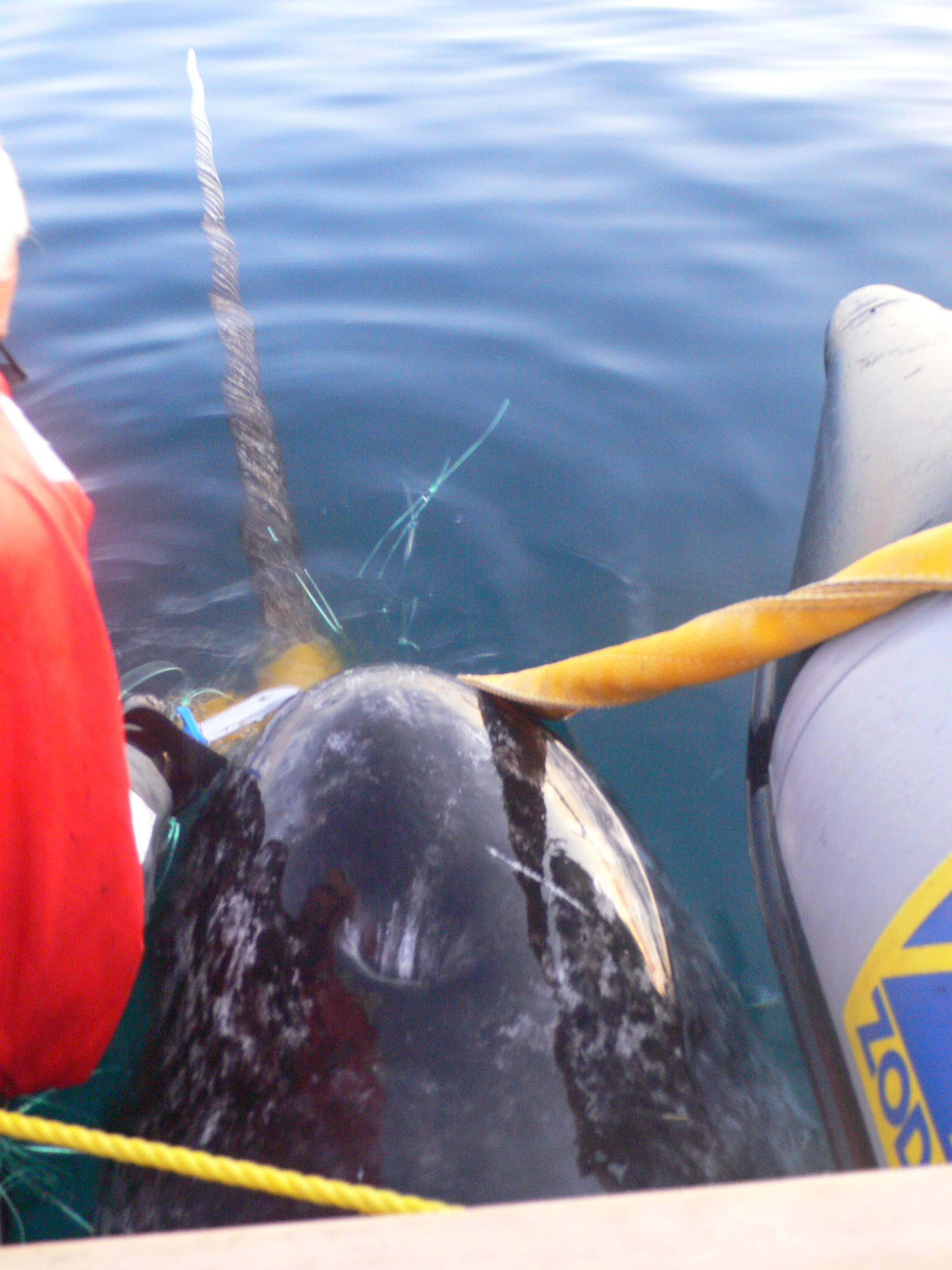
Narval capturado para colocación de dispositivo de seguimiento por satélite, con el fin de registrar inmersiones y movimientos migratorios.

En los narvales de la bahía de Baffin se ha deducido por medio del análisis del contenido estomacal, que obtienen el alimento dentro de un amplio rango de profundidades. Las distancias de inmersión bajo la superficie registradas durante el invierno para conseguir alimento, oscilan entre 200 y 800 m dependiendo de la zona. El récord de profundidad registrado es de 1864 m con tiempos máximos de inmersión entre 25 y 30 min. Esto lo convierte en uno de los mamíferos marinos que bucea a mayor profundidad, solo superado por los cachalotes, zifios y elefantes marinos. Sin embargo, a pesar de la gran profundidad a la cual bucea no permanece demasiado tiempo en el fondo marino, pues los 30 minutos como máximo que permanecen sumergidos los utilizan en el descenso-ascenso a una velocidad de 2 y 1 m/seg respectivamente. En los sitios invernales (sectores donde pasan el invierno y se alimentan) pueden permanecer hasta tres horas del día sumergidos a más de 800 m.
Para realizar estas inmersiones, de forma similar a otros mamíferos marinos que las realizan, poseen adaptaciones que le permiten soportar las enormes presiones de las profundidades y la falta de oxígeno. Posee una caja torácica compresible y flexible, diseñada para soportar altas presiones y una concentración muy alta de la proteína trasportadora de oxígeno mioglobina en los músculos. Un animal de tamaño promedio puede contener hasta 70 litros de oxígeno en sus pulmones y tejidos. Además durante las inmersiones, en condiciones de hipoxia, puede derivar la sangre a los órganos vitales como el cerebro, riñón y pulmones. A diferencia de los delfines, poseen pocas fibras de contracción rápida en el tejido muscular; en lugar de ello, tienen un gran predominio de fibras de contracción lenta o «músculo rojo», menos dependiente de oxígeno y altamente resistente a la fatiga. Poseen un 87 % de estas fibras en sus músculos natatorios comparado con el 40 a 50 % en los delfines; esta cifra es solo comparable al 90 % de estas fibras que tienen los corredores élite de maratón. Esta característica lo convierte en un nadador lento, pero a su vez lo hace un excelente nadador de resistencia. Finalmente su constitución hidrodinámica le hace posible moverse fácilmente por la columna de agua hasta el fondo marino con un mínimo gasto de energía.

### Comunicación
Los narvales son capaces de emitir una amplia gama de sonidos. Producen clics con una frecuencia máxima de 48 kHz, a razón de 3 a 10/s; se cree que los usan para ecolocalización. También producen clics más rápidos, entre 110 y 150/s, con una frecuencia máxima de 19 kHz. Se han registrado silbidos y tonos puros con frecuencias de 300 Hz a 18 kHz; se cree que estos desempeñan un papel en las interacciones sociales. Existe evidencia preliminar de que son capaces de modular sus vocalizaciones para comunicarse entre sí, ya que existe una marcada diferencias entre individuos de la frecuencia y forma de los tonos emitidos. Se cree que esta capacidad le permite realizar un reconocimiento de cada individuo y es posible que les facilite localizar a un animal separado del grupo y posibilite la comunicación entre las diferentes manadas. Previamente esta habilidad se había documentado solamente en los delfines mulares.

## Distribución y población

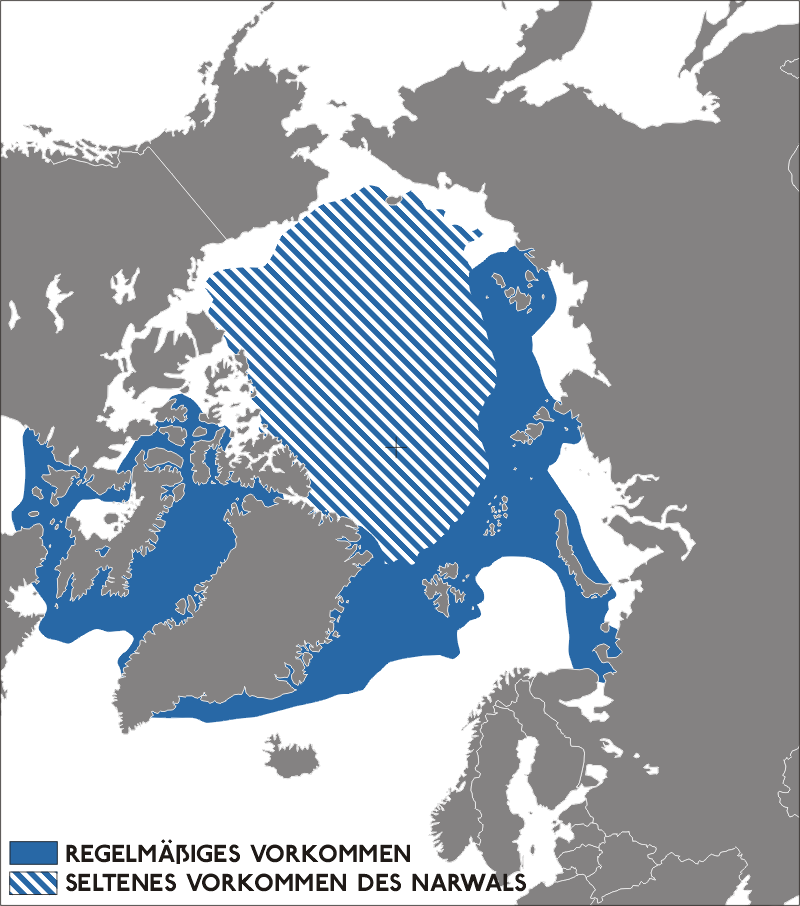
Presencia de poblaciones de narval en el Ártico: vistos frecuentemente (color sólido) y observados con poca frecuencia (franjas).

Habita en las aguas de la región ártica al norte de Canadá, los mares del lado ruso del océano Ártico y al norte del océano Atlántico. Con mayor frecuencia se ubican en el sector norte de la bahía de Hudson, en el estrecho de Hudson, en la bahía de Baffin, en la costa este de Groenlandia y desde la franja que va desde el noreste de Groenlandia sobre la costa de Rusia hasta los 170° de longitud este. Los territorios en esta franja incluyen Svalbard, Tierra de Francisco José y Severnaya Zemlya a 85° de latitud norte. La mayor parte de la población se concentra en los fiordos y ensenadas del norte de Canadá y Groenlandia occidental.
Las estimaciones sobre la población mundial varían de acuerdo a la publicación. Según Innes et al y la Comisión Para los Mamíferos Marinos del Atlántico Norte (NAMMCO), para 2002 la población global probablemente excedía los 80 000 individuos. La población más numerosa es la del Ártico canadiense, con un número superior a 70 000 ejemplares congregados durante el verano. Laidre et al en 2008 propusieron una cifra aproximada de 75 000 individuos. El Departamento de Pesca y Océanos de Canadá (DFO) en 2008 publicó una estimación de 86 000 individuos en las aguas del Ártico canadiense, en el territorio Nunavut, basando las cifras en las siguientes mediciones:
- Isla Somerset: aguas aledañas a la isla, 45 358.[32]
- Estrecho Admiralty: 5362.[35]
- Eclipse Sound: 20 225.[35]
- Este de la bahía de Baffin: 10 073.[35]
- Norte de la bahía de Hudson: 5053.[35]

En el fiordo Inglefield Bredning y sitios adyacentes al noreste de Groenlandia, entre 2001 y 2002 se estimó una población de 2297 y 1478 respectivamente. En el sector euroasiático del Ártico solo se ha realizado una estimación en Scoresby Sound y el fiordo King Oscar al oriente de Groenlandia, con una cifra de 176 animales. En las aguas del noreste del Atlántico no existen estudios recientes.

### Hábitat

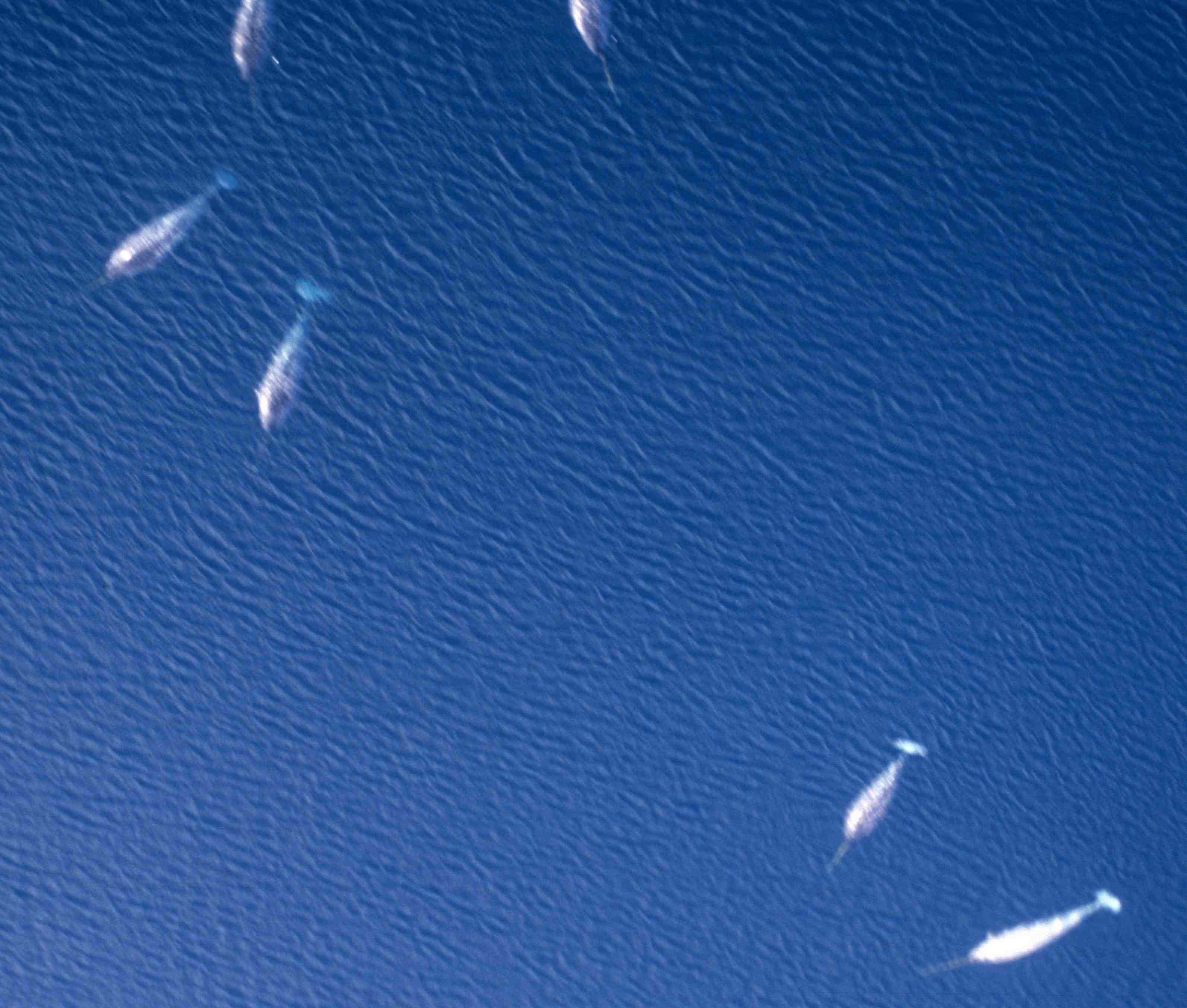
Narvales en aguas aledañas a la isla Somerset.

En todas las áreas de distribución, esta especie prefiere las aguas profundas en mar abierto. Las poblaciones de Canadá y Groenlandia occidental tienen como sitio invernal, la capa de hielo del estrecho de Davis y la bahía de Baffin. Los sitios invernales son los hábitats más importantes de los narvales, pues constituyen las ubicaciones donde se alimentan de animales del fondo marino en mayor cantidad, principalmente entre los meses de noviembre a marzo, contrastando con el bajo consumo alimenticio durante los meses de verano.

### Migración
El narval es una especie migratoria. Durante el verano tienden a acercarse a las aguas costeras, en manadas de diez a cien individuos. Llegado el invierno se trasladan lejos de la costa en pequeños grupos hacia los bordes o bajo las grandes placas de hielo, sobreviviendo gracias a agujeros llamados polinias que les permiten respirar; raramente se observan en témpanos aislados o en mar abierto. Cuando llega la primavera regresan nuevamente a las zonas costeras para completar el ciclo migratorio.

## Amenazas

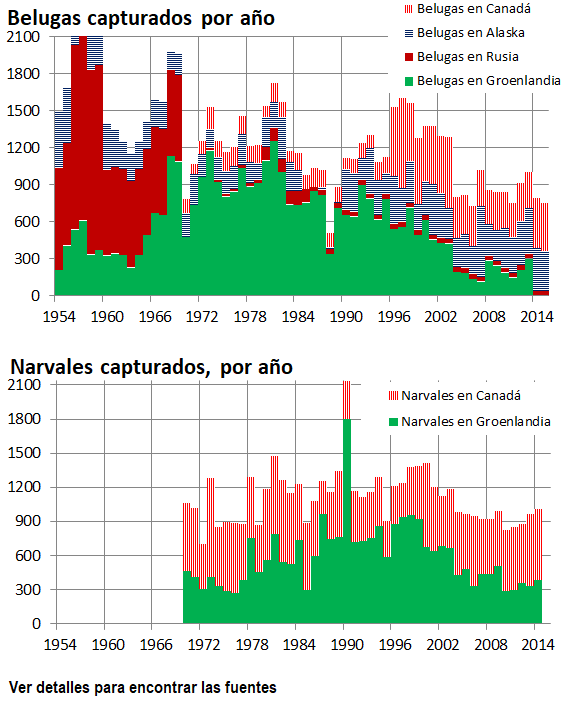
Belugas y narvales capturados por humanos.

### Caza
Los narvales han sido cazados desde la antigüedad por el pueblo inuit y han sido una de las fuentes de su economía de subsistencia a través de los siglos. Actualmente se les permite la caza por parte de los gobiernos de Canadá y Estados Unidos con un número de capturas al año de aproximadamente 1000 animales según reporte de 1991. Más recientemente, entre 2002 y 2004 las capturas anuales por parte de los inuit oscilaban entre 535 y 433 en Groenlandia occidental y Canadá, respectivamente. De los animales que se reportan muertos la mayoría son machos, pero se sospecha que existe un vacío en los datos registrados, debido principalmente a los animales que son arponeados y no pueden ser capturados, ya que pueden escapar seriamente lesionados y fallecer posteriormente. Posiblemente el número real de muertes pueda incrementarse en un 40%.
La Comisión Para los Mamíferos Marinos del Atlántico Norte (sigla en inglés NAMMCO) ha expresado preocupación por la disminución de las poblaciones en Groenlandia occidental. Sin embargo, para la temporada 2006-2007 se mantuvieron cuotas de caza solo para Groenlandia de 385 animales, no atendiendo la recomendación de cazar únicamente 135 individuos, mientras al oriente de la isla se asume que al menos 100 ejemplares son capturados anualmente por fuera de la cuota fijada sin evaluación de la sostenibilidad de la población.
Los narvales todavía suplen varios renglones en la economía de subsistencia de las poblaciones humanas en la región ártica. Actualmente sus productos se usan principalmente como alimento, consumiendo la carne, piel, grasa y vísceras; con la piel y grasa subcutánea se prepara un plato llamado muktuk. Los huesos son usados para confeccionar herramientas y piezas de arte. Los colmillos son comercializados y se venden como souvenir en Canadá y también como objeto ornamental en los mercados del mundo. El precio del marfil de narval se ha incrementado sustancialmente en los últimos años. Tradicionalmente era exportado desde Canadá y Groenlandia hacia el Reino Unido y a menudo reexportado de allí. A raíz de la prohibición del comercio con el Reino Unido se abrieron nuevos mercados en Japón y Suiza. Sin embargo, actualmente el comercio está regulado a través de la Convención sobre el Comercio Internacional de Especies Amenazadas de Fauna y Flora Silvestres (CITES), requiriéndose un permiso gubernamental para la importación y exportación de productos animales. Adicionalmente, Groenlandia implementó una prohibición para la exportación de cualquiera de los productos del narval desde 2006.

### Otras amenazas
Depredadores naturales

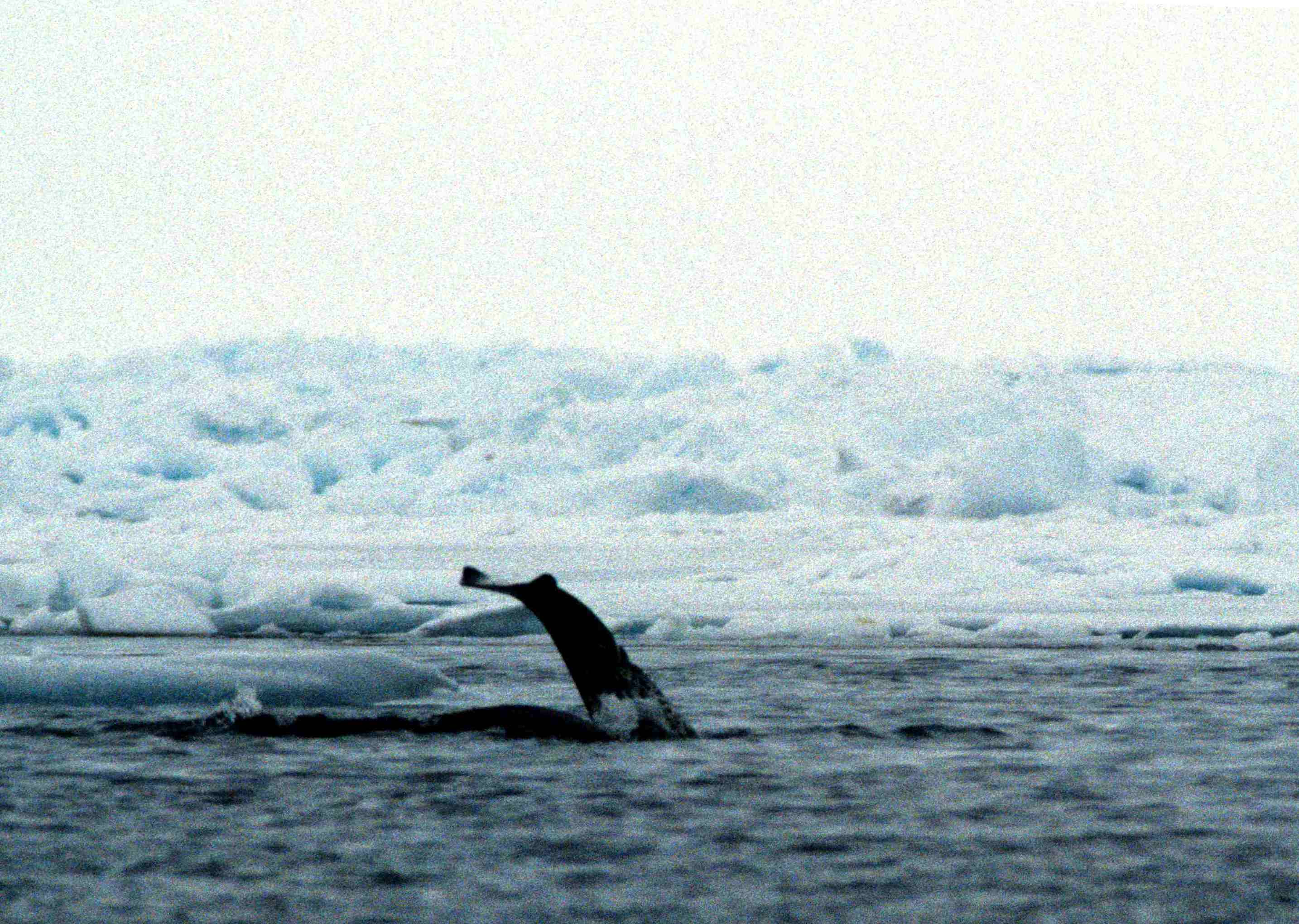
Aleta caudal de un narval en una polinia en la bahía de Baffin.

Los depredadores naturales son los tiburones de Groenlandia, las orcas y los osos polares; sin embargo, la mortalidad ocasionada por estos animales no parece ser significativa.
Trampas de hielo
Con frecuencia se ha reportado que son víctimas de atrapamiento en el hielo, quedando gran número de ellos aislados durante la temporada de formación rápida de las capas, ya que en esas circunstancias disponen solamente de un reducido espacio y de pequeñas polinias para respirar; en la mayoría de los casos terminan por morir durante el invierno por la imposibilidad de alimentarse, por agotamiento tras salir a respirar en repetidas ocasiones y al convertirse en presa fácil para los cazadores. Por ejemplo, en 2008 se reportó la muerte de 575 individuos que debieron ser sacrificados por cazadores al quedar atrapados en el hielo cerca de la comunidad de Pond Inlet, en la isla de Baffin.
Contaminantes
Los principales contaminantes vertidos por los humanos y que suponen una amenaza para los narvales son los metales pesados y los organoclorados. Los niveles de cadmio son los más altos registrado entre los cetáceos. Las concentraciones más elevadas de este metal se encontraron en los individuos que habitan las costas de Canadá, mientras los niveles más altos de plomo se hallaron en las poblaciones que viven al occidente de Groenlandia. La presencia de mercurio en mamíferos marinos aumentó de forma logarítmica y lineal en un 0,3%/año durante 48 años (hasta un 1,9%/año después del año 2000). Del mismo modo, el promedio de mercurio aumentó log-linealmente con la edad del narval en un 0,7%/año durante 48 años. La deposición anual acumulada de mercurio en los colmillos del narval a lo largo de toda la vida es lineal en todos los individuos, y los valores máximos alcanzaron hasta 400 ng/g en los animales más viejos.
La carne, vísceras, piel y grasa del narval son consumidas en la región ártica, lo cual puede representar un riesgo para la salud humana, debido a que en animales de Svalbard, Noruega, se encontró un amplio rango de contaminantes en altas concentraciones como bifenilos policlorados (PCB), plaguicida clorados y éteres difenilpolibrominados (EDPBs).
Comparado con otros mamíferos marinos del área los niveles de contaminantes fueron los más altos registrados, indicando que la especie posee una baja capacidad para metabolizar estos tóxicos. Los altos niveles también se explican por la alta concentración de sustancias nocivas en los animales del fondo marino de los que se alimenta.
La concentración de BFPs y de dicloro difenil tricloroetano (DDT) en ejemplares de Groenlandia occidental, fue la mitad de la encontrada en los animales al oriente de la isla y en Svalbard, la concentración de mercurio total encontrada fue de 0,59 µg/g en la piel y capa grasa de los animales, lo cual excede los lineamientos del gobierno de Canadá para la exportación y consumo de carne de pescado (0,5 µg/g).
Cambios climáticos
El efecto de los cambios climáticos en estos cetáceos es incierto. Están bien adaptados a la vida en las placas de hielo, sin embargo, son especialmente propensos a quedar atrapados en pequeñas cavidades de la gruesa capa congelada, lo que a la postre les ocasiona la muerte. Esto ocurre generalmente cuando existen cambios abruptos en el clima. Una publicación reciente con respecto a la sensibilidad de los mamíferos marinos del Ártico con respecto a los cambios climáticos y en el ecosistema, estableció que el narval es la especie más susceptible debido principalmente a su distribución geográfica restringida, al hecho de frecuentar siempre los mismos sitios y el tener una dieta especializada. Otra circunstancia que le haría especialmente sensible a estos cambios en el clima, es el hecho de poseer una adaptación fisiológica extrema. La especie cuenta con un alto porcentaje de fibras de contracción lenta en los músculos natatorios (87 %), característica que le proporciona una alta resistencia, pero le resta velocidad, dándole solo una escasa capacidad aerobia y un rango de acción limitado para desplazarse rápidamente entre las capas de hielo y las diferentes zonas de alimentación.

## Conservación
En la Lista Roja de la UICN, el narval fue clasificado en 2008 como especie casi amenazada NT (del inglés Near Threatened). Previamente (1996), se había catalogado como especie con datos insuficientes DD (del inglés Data Deficient). La justificación para ser incluido es esta categoría se debe a que la población estimada de animales en el área circumpolar es probablemente mayor a 80 000 y que a nivel global la especie no reúne ninguno de los criterios para ser clasificada como amenazada, sin embargo, no existe certeza sobre la cantidad de ejemplares y amenazas específicas en algunas áreas de su distribución, y existe una clara evidencia de declinación para algunas subpoblaciones. Adicionalmente la caza intensiva en Groenlandia y Canadá es causa de preocupación debido a la inexistencia de datos reales sobre la mortalidad por lesiones serias causadas en animales que logran escapar después de ser arponeados.
En 1976 fueron implementadas regulaciones para la protección de esta especie contenidas en el Acta Canadiense de Pesca. Entre otras medidas, fija limitaciones en las cuotas de caza con protección total para las crías y sus madres y acciones para evitar el desperdicio de los productos del animal, incluyendo el seguimiento de los colmillos obtenidos. Sin embargo, estas medidas no son aplicadas del todo en la práctica. En Estados Unidos se encuentran protegidos, con excepción de la caza de subsistencia por parte de los inuit. En Rusia la especie se encuentra totalmente protegida y en Noruega las cuotas de caza se limitan al occidente de Groenlandia.

## El narval en la cultura

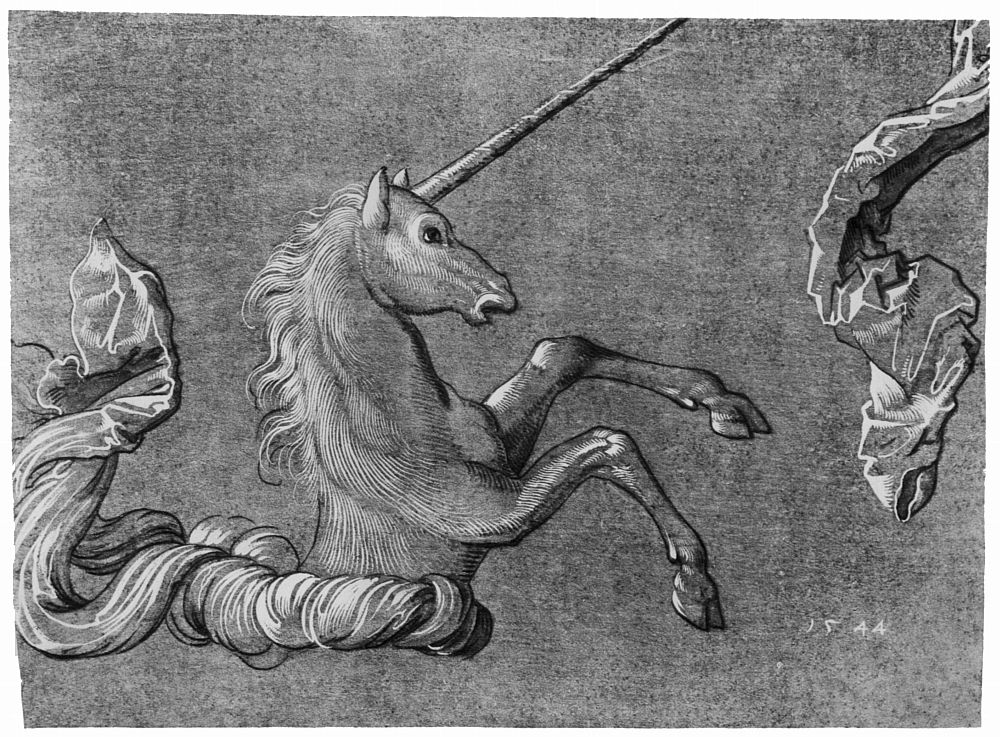
La comercialización de colmillos de narval en Europa contribuyó a la leyenda del unicornio.

Según la mitología inuit los narvales con colmillos fueron creados cuando una mujer que cazaba estos animales junto a su hijo fue arrastrada por uno muy grande a las profundidades. Ella entonces se convirtió en un narval y su pelo, que llevaba en un moño enrollado, se convirtió en cuerno.
En la Europa Medieval los vikingos comercializaban colmillos de narval, los cuales hacían pasar por cuernos de unicornio. Se creía que estos supuestos cuernos poseían poderes mágicos y que tenían la capacidad de curar envenenamientos y la melancolía; por este motivo los vikingos y otros comerciantes de origen nórdico en ocasiones llegaban a venderlos por su peso en oro.
Los colmillos eran usados para hacer copas, de las cuales se creía que podían neutralizar cualquier veneno que fuese mezclado con una bebida. Durante el siglo XVI la reina Isabel I de Inglaterra adquirió un colmillo de narval tallado con joyas incrustadas por valor de 10 000 libras esterlinas, equivalentes a un valor que fluctuaría entre 1,5 y 2,5 millones de libras en 2007.
El verdadero origen de estos colmillos se desveló gradualmente durante la era de los descubrimientos, en los siglos XVII y XVIII, cuando exploradores y naturalistas empezaron a visitar el Ártico. El primero en mencionar de alguna forma al narval, fue el escritor y eclesiástico sueco Olaus Magnus en su obra Historia de gentibus septentrionalibus, publicada en 1555, donde describe un animal llamado monoceros como «un monstruo marino que tenía en su frente un gran cuerno con el que podía destrozar barcos y matar a muchas personas».